# HD 30177 b
HD 30177 b是一顆距離地球約178光年的系外行星，位於劍魚座，母恆星是HD 30177。該行星是至今以徑向速度法發現質量最大的系外行星之一。另外它距離母恆星約4天文單位，軌道週期2770日（7.58年）。雖然它距離母恆星4天文單位，徑向速度的變化仍可高達146.8±2.8 m/s。但目前仍不知道它的軌道傾角，無法得知其真實質量，因此它也可能實際上是棕矮星。
該行星由克里斯·庭納、保羅·巴特勒、傑佛瑞·馬西等人於2002年6月13日在英澳天文台以都卜勒光譜學方式發現。

## 外部連結
- . The Extrasolar Planets Encyclopaedia.   [2008-08-29]. （原始内容存档于2012-06-02）.
- . Exoplanets.   [2008-08-29]. （原始内容存档于2009-11-25）.